# 嚴重急性呼吸道症候群冠狀病毒2型Lambda變異株
嚴重急性呼吸道症候群冠狀病毒2型-Lambda變異株（英語：SARS-CoV-2 Lambda variant），別名C.37譜系（英語：Lineage C.37），是严重急性呼吸综合征冠状病毒2（导致2019冠状病毒病的病毒）的變異株。它于2020年12月在秘鲁首次被发现。 2021年6月14日，世界卫生组织用希臘字母Λ将其命名为拉姆达变异株并宣布其为「需留意變異株」（VOI）。 截至2021年8月初，它已传播到全球至少30个国家 ，并且与其他株相比，它对2019冠状病毒病疫苗的免疫力更强。 还有人认为，Lambda變異株比B.1.1.7譜系（Alpha變異株）或Gamma變異株更具傳染性。
原本僅在中南美洲擴散的Lambda變種病毒，於2021年 8 月 15 日 在菲律賓出現Lambda變種病毒本土案例，顯示該變種病毒已進入亞洲。

## 變異
Lambda變異株基因的胺基酸突變點位皆位於其棘蛋白編碼上，分別為：G75V、T76I、Δ246-252、L452Q、F490S、D614G及T859N。

Amino acid mutations of SARS-CoV-2 Lambda variant plotted on a genome map of SARS-CoV-2 with a focus on the spike.